# Let the River Run
«Let the river run» es una canción de Carly Simon que se estrenó en 1988 como tema central de la banda sonora de la película de Mike Nichols Working Girl (película de título en español Armas de mujer/Secretaria ejecutiva), con ejecución, letra y música de Carly Simon, que ganó el Óscar, el Globo de Oro y el Grammy, algo que sólo sucedió posteriormente, en 1994, en el caso de otra canción (Streets of Philadelphia, de Bruce Springsteen). Let the river run tuvo un éxito moderado como sencillo en las listas de la revista Billboard a principios de 1989, y alcanzó la posición 49 en el Billboard Hot 100 y el número 11 en la lista del Hot Adult Contemporary Tracks. Craig Hella Johnson compuso un arreglo de esta canción.